# Конная статуя Марка Аврелия
Статуя Марка Аврелия — бронзовая древнеримская конная статуя, которая находится в Риме во Дворце консерваторов Капитолийских музеев. Была создана в 175 году.

## История
Первоначально позолоченная конная статуя Марка Аврелия была установлена примерно в 175 году н.э. на вершине Кампидольо — Капитолийского холма, возвышающегося над Римским форумом. Это единственная конная статуя из бронзы, уцелевшая с античности, поскольку в Средние века считалось, что она изображает христианского императора Константина I Великого, которого апостольская церковь канонизировала как «святого равноапостольного».
В XII веке статую перенесли на площадь Латерана. В XV веке ватиканский библиотекарь Бартоломео Платина сравнил статую с изображениями на монетах эпохи Марка Аврелия и распознал личность всадника. В 1538 году монумент установили на Капитолии по распоряжению папы Павла III. Микеланджело спроектировал площадь, а также мраморный постамент для статуи. На нём написано: ex humiliore loco in area capitoliam.
Статуя лишь в два раза превышает натуральную величину. Марк Аврелий изображён в солдатском плаще (лат. paludamentum) поверх туники. Под поднятым копытом коня прежде[когда?]

 находилась скульптура связанного варвара.
В 1981 году началась реставрация скульптуры. Восстановлением статуи занималась группа специалистов Института консервации и реставрации в Риме. 11 апреля 1990 года торжественно, при большом стечении народа, статуя была возвращена на Кампидолио (Площадь Капитолия).
21 апреля 1997 года на постамент работы Микеланджело была помещена точная бронзовая копия статуи.
В 2005 году завершилась реконструкция Дворца консерваторов. Одно из помещений получило название Экседра Марка Аврелия, куда и была перенесена статуя, хранившаяся до этого в Новом дворце.

## В культуре
Статуя изображена на обратной стороне монеты aureus Марка Аврелия, отчеканенного в 174 году нашей эры.
На современной итальянской монете в 50 евроцентов, выполненной Роберто Маури и Люком Лайксом, изображена конная статуя Марка Аврелия и узор Капитолийской площади.
На территории кампуса Брауновского Университета в Соединённых Штатах с 1908 года находится копия статуи.